# Grégory Parriel
Pas d'image ? Cliquez ici

a Compétitions nationales et continentales officielles uniquement.

Dernière mise à jour le 6 février 2025.
Grégory Parriel, né le 2 mars 1986 à Toulouse, est un joueur français de rugby à XV évoluant au poste de talonneur.

## Palmarès
- International -18 ans :
  - 2 sélections en 2003-2004 (Écosse, Angleterre)[réf. nécessaire].
- International -19 ans : 
  - participation au championnat du monde 2005 en Afrique du Sud, 5 sélections (Australie, Géorgie, Afrique du Sud, Roumanie, pays de Galles)[réf. nécessaire].
  - 7 sélections en 2004-2005[réf. nécessaire].